# دب القرفة
دب القرفة (الاسم العلمي: Ursus americanus cinnamomum) هو نويع من الدب الأسود الأمريكي، الأصلي هو الذي يوجد في كولورادو، نيو مكسيكو، أيداهو ومونتانا، واشنطن، وايومنغ وغرب كندا. الفرق بينه وبين الدب الأسود هو لون شعره الذي يميل إلى الأحمر البني وهو لون القرفة وبه سمي باسمه.

## الخصائص
- دببة القرفة هي حيوانات نهمة جداً، فنظامها الغذائي يشمل الفواكه والخضراوات والمكسرات والعسل، وأحياناً الحشرات واللحوم.
- الأشبال تزن حوالي 0,23 كيلوغرام (0.5 رطلاً) عند الولادة، مع الكبار يتراوح وزنها بين 92,1 و270 كيلوغراماً (203-595 رطلاً).
- العمر الافتراضي لهذا الدب هو الحد الأقصى من 30 عاماً.
- دببة القرفة هي من أحسن الحيوانات المتسلقة وهي أيضاً سباحة وعداءة قوية، وهي حيوانات ليلية في الغالب، على الرغم من أنها تُشاهد نهاراً أحياناً، ولا تسبت أبداً عكس الدببة الأخرى.
- دب القرفة مشابهة جداً في الشكل والحجم مع الدب الأسود الأمريكي الشائع.
- أنها تقف حوالي 3 أقدام.
- لديه معطف سميك من الشعر أطول وأدق من الدب الأسود الشائع.
- الإناث تصبح ناضجة في 4 أو 5 سنوات، الذكور في 5 أو 6 سنوات.
- التزاوج يحدث عادة من يونيو إلى منتصف يوليو.
- فترة الحمل تستغرق حوالي 7 أشهر.
- تلد الأم عادة 2 أو 3 أشبال في يناير أو فبراير أثناء السبات الشتوي. إلا أنها تظل مع أمهم لمدة 17 شهراً.